# پاریس بنت
پاریس بنت (انگلیسی: Paris Bennett؛ زادهٔ ۲۱ اوت ۱۹۸۸) یک موسیقی‌دان اهل ایالات متحده آمریکا است.